# 257 a. C.
El año 257 a. C. fue un año del calendario romano prejuliano. En el Imperio romano se conocía como el año 497 ab urbe condita.

## Acontecimientos
- Consulados de Cayo Atilio Régulo Serrano y Cneo Cornelio Blasión, cos. II, en la Antigua Roma.[1]
- Batalla de Tíndaris entre Cartago y la República de Roma.
- Fundación de Áu Lac, primer Reino de Vietnam.[2]

## Nacimientos
- Aristófanes de Bizancio, erudito griego (fecha aproximada).